# Assling
Assling je obec v Rakousku ve spolkové zemi Tyrolsko v okrese Lienz.
Žije zde 1 893 obyvatel (1. 1. 2011).